# 掛川市立北中学校
掛川市立北中学校（かけがわしりつ きたちゅうがっこう）は、静岡県掛川市にある公立中学校。
市立城北小学校、西郷小学校、倉真小学校、原泉小学校の学区である。

## 制服
- 女子

セーラー服で、黄色線2本。夏服は半袖と長袖。スカートは、標準的な紺色のプリーツスカート。
- 男子

学生服でボタンの部分に北中の校勲が刻まれている｡
- 共通

名札を着ける事になっている。冬服はプラスチック製の名札を直接縫いつけ、夏服はアイロンプリントのものを各自貼り付ける。
靴は白を基調とした運動靴。鞄は、指定の青色のリュックサックと、サブバッグがある。

## 学校行事
- 黄翼祭（こうよくさい）

いわゆる運動会。種目は年毎にアンケート等で変化するが、クラス毎の長縄飛びと、応援合戦は毎年行われる。
- 北斗祭（ほくとさい）

いわゆる合唱コンクール。クラス毎に合唱をする。各学年毎に、クラス別に最優秀賞、優秀賞が決められる。以前は個人でも最優秀指揮者賞、最優秀伴奏者賞も表彰されていた。

## 校訓
- 敬愛
- 責任
- 礼儀

## 生徒数
- 生徒数は現在約500人(一番多い年は平成五年の約800人)

## 著名な出身者
- 松井謙弥（現ブラウブリッツ秋田 GK 在学中はジュビロジュニアユース所属）
- 松浦三千男（野球選手／1954静岡商甲子園準優勝投手～阪神タイガース）旧笠北中学卒業